# Susan Blackmore
Susan Jane Blackmore (1951) es una escritora y conferenciante británica conocida principalmente por su libro La máquina de los memes (1999).

## Carrera
En 1973, Susan Blackmore se graduó del St. Hilda's College, Universidad de Oxford, con honores en psicología. Hizo un posgrado en psicología ambiental en la Universidad de Surrey. En 1980, obtuvo su Doctorado en Parapsicología en la misma Universidad.
Ha realizado investigación sobre memética que la llevó a escribir su popular libro La Máquina de los Memes.
Sue Blackmore es escritora freelance, conferencista y comentarista, y profesora visitante en la University of the West of England, de Bristol. Posee una licenciatura en Psicología y Fisiología por la Universidad de Oxford (1973) y un doctorado en Parapsicología por la Universidad de Surrey (1980). Sus intereses de investigación incluyen los memes y la teoría memética, la teoría de la evolución, la conciencia, y la meditación. Practica zen, aunque se declara «no budista». Sue Blackmore ya no trabaja en temas paranormales. Escribe para varias revistas y diarios, y es colaboradora y presentadora frecuente en radio y televisión. Es autora de más de setenta artículos académicos, colaboradora en cerca de cincuenta libros y muchas reseñas literarias. Sus libros incluyen Beyond the Body (1982), Dying to Live (sobre las experiencias cercanas a la muerte, 1993), In Search of the Light (autobiografía, 1996), y Test Your Psychic Powers (con Adam Hart-Davis, 1997 - pronto en español). Su libro The Meme Machine (1999) ha sido traducido a once idiomas. Su libro de texto Consciousness: An Introduction (2003) fue preseleccionado para el British Psychological Society Book Prize. Trabajos recientes incluyen: Consciousness: A Very Short Introduction (OUP, 2005) y Conversations on Consciousness (OUP, 2005).

## Experiencias cercanas a la muerte
Blackmore es conocida también por su visión escéptica sobre las experiencias cercanas a la muerte. Para Blackmore estas experiencias son tan solo producto de alucinaciones mentales. Su hipótesis sobre las ECM se conoce como la «hipótesis del cerebro agonizante» (Dying Brain Hypothesis). En sus libro Dying to Live: Near-Death Experiences y Beyond The Body relata la experiencia fuera del cuerpo que tuvo en su experimentación con drogas.